# 小野太三郎
小野 太三郎（おの たさぶろう、1840年2月17日（天保11年1月15日） - 1912年（明治45年）4月5日）は、幕末から明治時代の日本の社会事業家・慈善家。名は他三郎とも表記される。

## 経歴・人物
加賀の金沢に生まれる。実家は古本の商店だった。若くして眼の病気を患い、視覚障害者となりながらも盲人を中心に慈善活動に携わった。後に金沢藩に仕え、1864年（元治元年）に発生した加賀の大飢饉で農作物が不作となり貧困に陥った平民に慈善を行った。明治維新後は古着屋を経営し、後に廃藩置県により非藩の小屋が廃止となる。1873年（明治6年）には金沢市内に1棟につき約20人の盲人や窮民を集い、救済活動を始めた。
その後も施設を増築し、1890年（明治23年）までには20棟の慈善施設を建設し、約400人の窮民を集め慈善活動に貢献した事が記録されている。これによって1906年（明治39年）に自身の慈善活動が財団法人として設立された事により、日本最古の福祉施設となる小野慈善院（現在は社会福祉法人化され陽風園に改称）を建設した。完成後は約1万人が収容可能な建築構造となっており、窮民に限らず多くの人々を収容させる事に成功した。

## 受賞歴
- 藍綬褒章 - 社会福祉学者として初の受賞。